# The Ring 2
The Ring 2 är en amerikansk skräckfilm från 2005 i regi av Hideo Nakata. Den är en uppföljare till filmen The Ring från 2002.

## Handling
Efter händelserna i förra filmen har journalisten Rachel Keller och hennes son Aidan flyttat till ett mindre samhälle för att börja om på nytt. De trodde att det hela var över, men den mystiska flickan lyckas hitta dem och gör nu allt för att förgöra dem. Hon fortsätter att ta kontakt med Aidan genom hans drömmar. Rachel vet inte vad hon ska ta sig till och Aidan börjar bete sig konstigare för var dag som går. Med hjälp av en vän så försöker hon stoppa detta, och pusselbitarna faller sakta på plats. Men Rachel undrar om hon kan lyckas lösa gåtan innan allt kan vara för sent ...

## Om filmen
Filmen är en uppföljare till The Ring från 2001.

## Rollista (i urval)
- Naomi Watts - Rachel Keller
- Simon Baker - Max Rourke
- David Dorfman - Aidan Keller
- Elizabeth Perkins - Dr. Emma Temple
- Gary Cole - Martin Savide
- Mary Elizabeth Winstead - Ung Evelyn
- Sissy Spacek - Evelyn
- Ryan Merriman - Jake